# مقاطعة ماغوفين (كنتاكي)
مقاطعة ماغوفين (بالإنجليزية: Magoffin County)‏ هي إحدى المقاطعات في ولاية كنتاكي في الولايات المتحدة الأمريكية.

## أعلام
- جودي باتون
- لاري فلينت